# Hōjō Tokikuni
Hōjō Tokikuni (北条時国, 1263-18 novembre 1284), membre du clan Hōjō, est le quatrième minamikata rokuhara Tandai (sécurité intérieure de Kyoto) de 1277 jusqu'à sa mort en 1284. 